# Saikojiman gwaenchana
Saikojiman gwaenchana (hangul: 사이코지만 괜찮아), även känd som It's Okay to Not Be Okay, är en sydkoreansk TV-serie. Den sändes på tvN från 20 juni till 9 augusti 2020. Kim Soo-hyun och Seo Ye-ji spelar i huvudrollerna.

## Handling
TV-serien berättar historien om Moon Gang-tae (Kim Soo-hyun), som arbetar på en psykiatrisk avdelning och som inte har tid för kärlek, och Ko Moon-young (Seo Ye-ji), en framgångsrik barnboksförfattare som aldrig har vetat hur kärlek känns. Efter att ha träffat varandra börjar de två sakta läka varandras känslomässiga sår. När historien fortskrider avslöjas också sanningen bakom deras sammanflätade förflutna som har hemsökt dem.

## Rollista (i urval)
- Kim Soo-hyun som Moon Gang-tae
- Seo Ye-ji som Ko Moon-young